# Список эпизодов телесериала «Нарко»
«Нарко» — американский криминальный телесериал, созданный Крисом Бранкато, Карло Бернардом и Дагом Миро. 1 сезон, состоящий из 10 эпизодов, был показан 28 августа 2015 года на Netflix.
Действие сериала происходит в Колумбии. 1 и 2 сезоны рассказывают историю пресловутого наркобарона Пабло Эскобара, который стал миллиардером через производство и распространение кокаина, при этом сосредоточен на взаимодействиях Эскобара с наркобаронами, агентами УБН и различными оппозиционными образованиями. Действие 3 сезона начинается после падения Эскобара и продолжает следовать за УБН, когда они выступают после подъёма печально известного картеля Кали. Сериал был продлён на второй сезон, премьера которого состоялась 2 сентября 2016 года, и было показано 10 эпизодов. 6 сентября 2016 года Netflix продлило сериал на третий .

## Обзор сезонов
| Сезон | Серии | Серии | Даты показа     | Даты показа     |
| ----- | ----- | ----- | --------------- | --------------- |
| 1     | 10    | 10    | 28 августа 2015 | 28 августа 2015 |
| 2     | 10    | 10    | 2 сентября 2016 | 2 сентября 2016 |
| 3     | 10    | 10    | 1 сентября 2017 | 1 сентября 2017 |

## Эпизоды

### Сезон 1 (2015)
| № общий | № в сезоне | Название                                                      | Режиссёр         | Автор сценария                          | Дата премьеры   |
| --- | ---------- | ------------------------------------------------------------- | ---------------- | --------------------------------------- | --------------- |
| 1 | 1          | «Падение» «Descenso»                                          | Жозе Падилья     | Крис Бранкато, Карло Бернард и Даг Миро | 28 августа 2015 |
| 1970-е годы. Преуспевающий колумбийский контрабандист Пабло Эскобар, используя свои связи в среде высокопоставленных коррумпированных чиновников и проложенные маршруты, берётся за доставку небольших партий кокаина из Чили к себе на родину. Бизнес оказывается чрезвычайно прибыльным, и очень скоро Эскобар начинает поставлять наркотик в США. Формируется активно функционирующая дилерская сеть по распространению южноамериканского кокаина, а организация Эскобара быстро превращается в огромную империю. Поставки кокаина во Флориду резко меняют криминогенную ситуацию на полуострове в худшую сторону, что заметно добавляет работы сотрудникам Управления по борьбе с наркотиками (УБН). |            |                                                               |                  |                                         |                 |
| 2 | 2          | «Сабля Симона Боливара» «The Sword of Simón Bolívar»          | Жозе Падилья     | Крис Бранкато                           | 28 августа 2015 |
| Под видом сотрудника американского посольства в Колумбию прибывает агент УБН Стив Мёрфи. В составе местных сил правопорядка он сразу же включается в борьбу с организацией Эскобара и другими колумбийскими преступными группировками, которые как раз в это время завершают формальное объединение в Медельинский картель. Возглавивший организацию Эскобар правит жестокими методами: он безжалостно убивает предателей и всех тех, кто осмеливается стать на его пути. Деятельность колумбийской кокаиновой империи стремительно расширяется, и её доходы достигают астрономических величин, что позволяет наркобаронам вести вызывающе роскошный образ жизни. Эскобар не успевает «отмывать» постоянно стекающиеся к нему миллионы долларов, поэтому он буквально раздаёт наличные беднякам и участвует в разнообразных социальных программах для малоимущих, что способствует созданию вокруг его имени ореола бескорыстного покровителя бедняков, колумбийского Робин Гуда. |            |                                                               |                  |                                         |                 |
| 3 | 3          | «Вечные люди» «The Men of Always»                             | Гильермо Наварро | Дана Калво                              | 28 августа 2015 |
| Стремясь легализовать свои доходы и получить парламентский иммунитет от уголовных преследований, Пабло Эскобар жертвует крупную сумму в кассу одной из левых партий и вскоре в качестве её кандидата избирается в Палату представителей Конгресса республики. Однако министр юстиции Колумбии Родриго Лара Бонилья делает достоянием широкой общественности сведения о нелегальных источниках доходов Эскобара и тем самым раз и навсегда пресекает честолюбивую попытку босса кокаинового картеля утвердиться в высших эшелонах политической власти страны. Эскобар незамедлительно расправляется со строптивым министром: по дороге в аэропорт Родриго Лара Бонилья погибает от пуль наёмных убийц. |            |                                                               |                  |                                         |                 |
| 4 | 4          | «Дворец в огне» «The Palace in Flames»                        | Гильермо Наварро | Крис Бранкато                           | 28 августа 2015 |
| Заключённое между Колумбией и Соединёнными Штатами соглашение об экстрадиции преступников значительно усложняет жизнь наркобаронов: спецслужбы начинают активное преследование всех, кто занят производством кокаина и переправкой его в США. С целью противостояния надвигающейся на него угрозе, Пабло Эскобар финансирует радикальные левацкие движения, в частности, — партизан из одиозной экстремистской организации М-19. Его цель — дестабилизировать ситуацию в стране. Во время одной из своих вылазок боевики М-19 захватывают Верховный суд Колумбии и уничтожают хранящиеся там улики по делу Эскобара. |            |                                                               |                  |                                         |                 |
| 5 | 5          | «Будущее точно придёт» «There Will Be a Future»               | Анди Баис        | Дана Миллер                             | 28 августа 2015 |
| Опасаясь преследований на родине, боссы Медельинского наркокартеля скрываются в Панаме. Они скучают по дому и мечтают вернуться в Колумбию, однако не могут сделать этого до тех пор, пока действует соглашение о выдаче преступников. С целью запугать правительство Колумбии, Эскобар организовывает убийство кандидата в президенты Луиса Карлоса Галана, который в своей предвыборной программе обещал решительно бороться с засильем наркобизнеса во всех сферах общества. После Галана наиболее вероятным кандидатом на пост президента республики становится лидер Либеральной партии Сесар Гавириа, который после некоторых колебаний всё же решает не отказываться от экстрадиции преступников в США. Это решение подталкивает Пабло Эскобара к развязыванию настоящей войны с легитимной властью Колумбии. |            |                                                               |                  |                                         |                 |
| 6 | 6          | «Взрывчатка» «Explosivos»                                     | Анди Баис        | Энди Блэк                               | 28 августа 2015 |
| Эскобар объявляет представителей власти своими врагами и начинает тотальную войну на уничтожение: по его приказу киллеры картеля убивают сотрудников правоохранительных органов, политиков и журналистов. За эти убийства картель выплачивает исполнителям вознаграждение: так, например, убийство офицера полиции оценивается в миллион песо. Подручные Эскобара закладывают бомбу в пассажирский самолёт компании «Авианка», на котором Сесар Гавириа собирается лететь в Кали. Предупреждённый Стивом Мёрфи о готовящемся на него покушении Гавириа остаётся в живых, но более ста гражданских лиц в результате крушения авиалайнера погибают. |            |                                                               |                  |                                         |                 |
| 7 | 7          | «Ты изойдёшь кровавыми слезами» «You Will Cry Tears of Blood» | Фернандо Коимбра | Дана Калво и Зак Кэлиг                  | 28 августа 2015 |
| После катастрофы лайнера компании «Авианка» рейтинг Сесара Гавириа, обещавшего решительно бороться с произволом наркокартеля, резко возрастает и он легко побеждает на президентских выборах. Эскобар тем временем всеми силами старается добиться отмены закона об экстрадиции. С этой целью он развязывает беспрецедентный террор по всей стране: боевики картеля организовывают взрывы в общественных местах, похищают и убивают родственников и друзей известных общественных деятелей. После похищения подручными Эскобара известной журналистки Дианы Турбай, дочери бывшего президента республики, Сесар Гавирия соглашается на переговоры с Эскобаром. |            |                                                               |                  |                                         |                 |
| 8 | 8          | «Великая ложь» «La Gran Mentira»                              | Фернандо Коимбра | Эллисон Эбнер                           | 28 августа 2015 |
| В ходе рейда поисковой группы на подконтрольной наркокартелю территории погибает Диана Турбай. Смерть всенародной любимицы заставляет Сесара Гавириа пойти на беспрецедентное сотрудничество с Эскобаром: президент республики соглашается отменить закон об экстрадиции, прекратить преследование боссов картеля и распустить поисковую группу. Взамен Эскобар и его двоюродный брат Густаво Гавириа готовы сдаться властям и отбывать наказание в особой, специально для них построенной, тюрьме. Командир поисковой группы полковник Горацио Каррильо тем временем выслеживает Густаво, задерживает его и предлагает ему сдать правоохранителям своего босса. Густаво отказывается сделать это — и его убивают. Конгресс Колумбии отменяет закон об экстрадиции, а Пабло Эскобар, в соответствии со своим обещанием, сдаётся властям. |            |                                                               |                  |                                         |                 |
| 9 | 9          | «Ла Катедраль» «La Catedral»                                  | Анди Баис        | Ник Шенк и Крис Бранкато                | 28 августа 2015 |
| Пабло Эскобар и его сообщники отбывают наказание в тюрьме Ла Катедраль, которая условиями содержания скорее напоминает шикарную гостиницу. В соответствии с договорённостью, правоохранителям запрещено приближаться к тюрьме ближе чем на два километра. Тем не менее, Стив Мёрфи и его напарник Хавьер Пенья устанавливают слежку за контактами Эскобара — они пытаются доказать, что Пабло продолжает руководить картелем даже из-за решётки. Между тем, сам Медельинский картель находится на грани развала: появляются новые лидеры, которые не довольны наложенным на них Эскобаром «военным налогом» и которые поэтому не желают больше подчиняться своему боссу. Двоих из них, Монкада и Галиано, Эскобар обвиняет в измене и убивает прямо на территории тюрьмы. |            |                                                               |                  |                                         |                 |
| 10 | 10         | «Отрыв» «Despegue»                                            | Анди Баис        | Ник Шенк и Крис Бранкато                | 28 августа 2015 |
| Боевики конкурирующего с Эскобаром наркокартеля Кали похищают агента Мёрфи и пытаются шантажом склонить его к сотрудничеству. Власти используют убийство Эскобаром Монкада и Галиано как повод к ужесточению своей позиции по отношению к заключённым Ла Катедраль: подразделения регулярной армии окружают тюрьму по периметру и фактически устраивают её полную блокаду. На переговоры с Эскобаром приезжает вице-министр юстиции Эдуардо Сандоваль. Он требует, чтобы Эскобар согласился на перевод в другую тюрьму. Однако Пабло отказывается подчиняться властям и берёт вице-министра в заложники. В результате штурма тюрьмы силами спецподразделений почти все бандиты уничтожены, а Эдуардо Сандовал остаётся невредимым. Самому Эскобару и нескольким его подручным удаётся сбежать по заранее вырытому подземному ходу. |            |                                                               |                  |                                         |                 |

### Сезон 2 (2016)
| № общий | № в сезоне | Название                                                      | Режиссёр        | Автор сценария                                                                                          | Дата премьеры   |
| --- | ---------- | ------------------------------------------------------------- | --------------- | --- | --------------- |
| 11 | 1          | «Наконец-то свободен» «Free at Last»                          | Херардо Наранхо | Адам Фиерро                                                                                             | 2 сентября 2016 |
| Оказавшись на свободе, Пабло Эскобар возвращается к руководству картелем: он лично собирает дань с участников организации и жестоко расправляется с теми, кто не желает платить. Пострадавшие от деспотизма Эскобара наркобароны, их приближённые и родственники клянутся отомстить за пролитую кровь – таким образом, развал в картеле продолжает усугубляться. В Медельин вводятся беспрецедентные по численности подразделения вооружённых сил и полиции. Ощущая себя в опасности, Пабло Эскобар через третьих лиц сообщает высшему руководству республики о готовности вернуться в тюрьму и отбыть свой срок до конца. Однако президент Гавириа в выступлении по национальному телевидению заявляет, что отныне он категорически отказывается от переговоров с боссами наркокартелей, и назначает награду в 1 400 000 долларов за любую информацию, которая поможет арестовать Эскобара. |            |                                                               |                 | |                 |
| 12 | 2          | «Грошовый обмен» «Cambalache»                                 | Херардо Наранхо | Закари Райтер                                                                                           | 2 сентября 2016 |
| Проблема колумбийских наркокартелей из внутриполитической постепенно становится международной. В преддверии президентских выборов правительство США присылает в Колумбию высокопоставленных военных руководителей для координации борьбы с организацией Пабло Эскобара. Главой представительства УБН назначается Клаудиа Мессина. Полиция выслеживает Эскобара и пытается его задержать. Однако Пабло опять удаётся сбежать. В ответ наркобарон приказывает своим боевикам нанести новый удар по силам правопорядка. |            |                                                               |                 | |                 |
| 13 | 3          | «Наш человек в Мадриде» «Our Man in Madrid»                   | Андрес Баис     | Закари Райтер и Стив Лайтфут                                                                            | 2 сентября 2016 |
| Сесар Гавириа возвращает полковника Горацио Каррильо на службу и вновь назначает его командиром поисковой группы. Полковник действует жёсткими методами, часто выходящими за пределы правового поля, однако являющимися очень эффективными и, как следствие, приносящими ощутимый результат. Полицейские задерживают несколько скаутов Эскобара и предупреждают их об ответственности за сотрудничество с картелем. По наводке информатора поисковая группа полковника Каррильо совершает налёт на одну из нарколабораторий, уничтожает готовую продукцию и оборудование, а также задерживает около сорока работников лаборатории и их охранников. |            |                                                               |                 | |                 |
| 14 | 4          | «Хороший, плохой и мёртвый» «The Good, the Bad, and the Dead» | Андрес Баис     | Телесценарий: Закари Райтер, Карло Бернард и Даг Миро Сюжет: Т. Дж. Брейди, Рашид Ньюсон и Стив Лайтфут | 2 сентября 2016 |
| Поисковая группа полковника Каррильо продолжает осуществлять рейды по контролируемым Эскобаром территориям, уничтожать нарколаборатории и арестовывать их персонал. Ощущая реальную угрозу своей жизни, Эскобар пытается заручиться поддержкой средств массовой информации: он пишет письма с жалобой на, по его мнению, незаконные действия властей и рассылает их в редакции ведущих газет и журналов. Однако ни одно печатное издание не публикует письма наркобарона. Инсценировав утечку информации, Эскобар заманивает Горацио Каррильо в засаду. Боевики наркокартеля расстреливают полковника и сопровождающую его ударную группу в упор из автоматического оружия. |            |                                                               |                 | |                 |
| 15 | 5          | «Враги моего врага» «The Enemies of My Enemy»                 | Джозеф Владыка  | Телесценарий: Т. Дж. Брейди, Рашид Ньюсон, Карло Бернард и Даг Миро Сюжет: Т. Дж. Брейди и Рашид Ньюсон | 2 сентября 2016 |
| Пострадавшие от жестокости босса Медельинского картеля наркобароны объединяются вокруг одной цели – ради убийства Пабло Эскобара. С помощью агента УБН Хавьера Пенья они выслеживают и жестоко расправляются с несколькими ближайшими помощниками Эскобара. Президент назначает нового командира поисковой группы. Им становится полковник Уго Мартинеc, кадровый военный, в течение нескольких последних лет успешно противостоявший левацкому партизанскому движению. Полковник Мартинес принимает должность без особого энтузиазма, лишь потому, что в поисковую группу приходит добровольцем его сын, выпускник военной академии. Уго Мартинеc отказывается от прежней тактики рейдов по наводке информаторов и собирается действовать систематично — прочёсывать в поисках Эскобара сектор за сектором. |            |                                                               |                 | |                 |
| 16 | 6          | «Лос Пепес» «Los Pepes»                                       | Джозеф Владыка  | Джули Сидж                                                                                              | 2 сентября 2016 |
| Противостояние картелей Медельина и Кали набирает обороты: каждую неделю поступают сообщения о разгромленных нарколабораториях и гибели людей Пабло Эскобара. Боевики из Кали, как правило, действуют по наводке агента УБН Хавьера Пенья, который, в свою очередь, черпает информацию из закрытых полицейских источников. Агент Мёрфи догадывается о сотрудничестве своего напарника с картелем, однако прямых доказательств этого сотрудничества он пока не имеет. Полковника Мартинеса такое положение вещей тоже устраивает: поисковой группе удаётся избегать потерь в личном составе, при том что вокруг Пабло Эскобара продолжает сжиматься кольцо полной изоляции. |            |                                                               |                 | |                 |
| 17 | 7          | «Германия 93» «Deutschland 93»                                | Джозеф Владыка  | Карло Бернард и Даг Миро                                                                                | 2 сентября 2016 |
| После очередного налёта на убежище Пабло Эскобара, в результате которого, в числе прочих, погибает родной брат его жены, босс Медельинского картеля, наконец, решает отправить свою семью – мать, жену и детей – за пределы Колумбии. Чтобы запутать преследователей, Эскобар покупает билеты на рейсы в восемь разных стран мира. Клерки авиакомпании «Авианка», которая имеет давние счёты с ответственным за крушение рейса в Кали в ноябре 1989-го года Медельинским картелем, обращают внимание на фамилию «Эскобар» в списках пассажиров и сообщают о готовящемся побеге из страны семьи наркобарона властям. Последние активно вмешиваются в ситуацию и добиваются того, что семью Эскобара, прибывшую тем временем в Германию, отказываются пускать на территорию страны. Руководители операции по устранению Эскобара добиваются возвращения матери, жены и детей наркобарона в Колумбию, где им отводится роль «наживки». Однако, по приказу прокурора республики, из аэропорта семью Эскобара забирает под свою защиту специальное полицейское подразделение. Взбешённый злоключениями своей семьи Пабло Эскобар приказывает взорвать начинённый взрывчаткой автомобиль в непосредственной близости от Дворца президента Колумбии. |            |                                                               |                 | |                 |
| 18 | 8          | «Exit El Patrón» «Exit El Patrón»                             | Херардо Наранхо | Телесценарий: Гидеон Яго и Кёртис Гвинн Сюжет: Гидеон Яго                                               | 2 сентября 2016 |
| Организованный Пабло Эскобаром взрыв в центре Боготы приводит к многочисленным жертвам среди гражданского населения и меняет отношение общественности к боссу Медельинского картеля: никто больше не считает наркобарона колумбийским Робин Гудом. В телефонных разговорах с прокурором республики Эскобар выражает готовность обсудить условия сдачи властям в обмен на свободу для своей семьи за пределами Колумбии. Однако президент Гавириа уже не желает никаких переговоров с Эскобаром – а только его смерти. Поисковая группа выслеживает и арестовывает ещё несколько ближайших сподвижников наркобарона, и, таким образом, ряды его соратников продолжают редеть. Пользуясь вынужденной самоизоляцией Эскобара, которая крайне затрудняет его деятельность по управлению своей империей, боссы картеля Кали всё увереннее захватывают рынки сбыта кокаина и маршруты его доставки, принадлежавшие ранее Медельинскому картелю. Они жестоко расправляются с дилерами Эскобара и заменяют их своими людьми. Эскобар находит способ передать находящейся под присмотром полиции семье радиотелефон и время от времени звонит жене. |            |                                                               |                 | |                 |
| 19 | 9          | «Наше хозяйство» «Nuestra Finca»                              | Андрес Баис     | Джули Сидж и Клейтон Трасселл                                                                           | 2 сентября 2016 |
| Потеряв в перестрелке со спецназовцами почти всех своих боевиков, Эскобар приезжает на ферму отца, где в течение нескольких месяцев скрывается от преследователей. Между тем боссы картеля Кали заканчивают передел рынка кокаина – они решительно занимают освободившуюся после устранения Эскобара нишу. Охраняющим семью наркобарона полицейским становится известно о телефонных разговорах Пабло с супругой. Эти разговоры пытаются перехватить сотрудники специального разведподразделения поисковой группы, которые неустанно совершенствуют методы радиопеленгации. Прокурор республики сообщает жене Эскобара, что не может больше гарантировать безопасность ей и её детям и советует Тате убедить мужа сдаться властям. В процесс поимки Эскобара активно вмешиваются агенты ЦРУ: теперь, когда вся «грязная» работа уже сделана, они обвиняют Хавьера Пенья в сотрудничестве с наркобаронами и угрожают ему судебным преследованием. После ссоры с отцом, в ходе которой последний назвал сына убийцей, Пабло Эскобар покидает ферму и возвращается в Медельин. |            |                                                               |                 | |                 |
| 20 | 10         | «Al Fin Cayó!» «Al Fin Cayó!»                                 | Андрес Баис     | Карло Бернард и Даг Миро                                                                                | 2 сентября 2016 |
| Жену Пабло Эскобара ставят в известность, что охрана будет снята до конца недели. Опасаясь за безопасность детей, Тата звонит мужу и просит его сдаться. Разведчикам поисковой группы, наконец, удаётся перехватить телефонный разговор Эскобара и определить местоположение наркобарона. Во время задержания Пабло и сопровождающий его боевик оказывают ожесточённое сопротивление: они тяжело ранят нескольких спецназовцев. Однако и самого Эскобара, пытавшегося убежать по крыше дома, настигает пуля снайпера. Полицейские, как и обещали в самом начале охоты на босса Медельинского картеля, позируют у тела низвергнутого с трона кокаинового короля. Весть о ликвидации Пабло Эскобара разносится по Колумбии и всему миру. Эпизод заканчивается допросом агента Пенья. Вместо ожидаемого наказания он получает предложение возглавить борьбу с новой угрозой – наркокартелем Кали. |            |                                                               |                 | |                 |

### Сезон 3 (2017)
| № общий | № в сезоне | Название                                                 | Режиссёр         | Автор сценария                           | Дата премьеры   |
| --- | ---------- | -------------------------------------------------------- | ---------------- | ---------------------------------------- | --------------- |
| 21 | 1          | «Стратегия наркобарона» «The Kingpin Strategy»           | Анди Баис        | Карло Бернард, Даг Миро и Эрик Ньюман    | 1 сентября 2017 |
| После ликвидации Пабло Эскобара, картель Кали становится крупнейшим кокаиновым картелем мира. Его глава, Хильберто Родригес, собирает деловых партнёров и объявляет о намерении пойти на сделку с властями и через шесть месяцев сдаться, уйдя из наркобизнеса на выгодных ему условиях. Тем же вечером, с подачи Мигеля Родригеса, Пачо Эррера убивает наркобарона из картеля Северной долины. |            |                                                          |                  |                                          |                 |
| 22 | 2          | «Калийский КГБ» «The Cali KGB»                           | Анди Баис        | Карло Бернард, Даг Миро и Эрик Ньюман    | 1 сентября 2017 |
| Инцидент с отравлением горожан хлорином, виновником которого стал Дэвид Родригес, ставит под угрозу договорённость картеля с колумбийским правительством, Гильберто поручает решение проблемы Хорхе Сальседо. В Нью-Йорке Чепе расправляется с конкурентами из ЮАР. |            |                                                          |                  |                                          |                 |
| 23 | 3          | «Следуй за деньгами» «Follow the Money»                  | Гэбриел Рипштейн | Дэвид Мэттьюс                            | 1 сентября 2017 |
| Пачо в Мексике встречается с Амадо Каррильо Фуэнтесом. Агенты УБН Крис Фейстл и Дэниел Ван Несс прибывают в Кали, где проводят обыск в офисе главного бухгалтера картеля Пальомари и устанавливают за ним слежку. Мария Салазар принимает покровительство Мигеля Родригеса. |            |                                                          |                  |                                          |                 |
| 24 | 4          | «Шах и мат» «Checkmate»                                  | Гэбриел Рипштейн | Энди Блэк                                | 1 сентября 2017 |
| Агент Пенья проводит операцию по задержанию Хильберто Родригеса, в то время как Хорхе Сальседо и Навиганте отправляются к Герде Салазар, чтобы забрать у неё внука, сына Марии. |            |                                                          |                  |                                          |                 |
| 25 | 5          | «MRO» «MRO»                                              | Джозеф Владыка   | Эшли Лайл и Барт Никерсон                | 1 сентября 2017 |
| Хильберто Родригес в тюрьме. Подозревая предательство, Мигель расправляется с начальником своей охраны, ставший свидетелем казни Сальседо решается на сотрудничество с УБН. Агент Пенья встречается с Кристиной, женой банкира Франклина Хурадо, отмывающего для картеля деньги, и пытается убедить её уговорить мужа сдаться и дать показания.                                                 |            |                                                          |                  |                                          |                 |
| 26 | 6          | «Лучшие планы» «Best Laid Plans»                         | Джозеф Владыка   | Джейсон Джордж                           | 1 сентября 2017 |
| Пенья отправляется на Курасао, чтобы арестовать Франклина Хурадо. Наркокартель Северной долины совершает покушение на Пачо и его брата в Мексике, и на Мигеля Родригеса, на вечеринке, устроенной Калийским картелем в честь фестиваля сальсы. В Нью-Йорке Чепе встречается с журналистом, грозящим ему разоблачением.                                                                          |            |                                                          |                  |                                          |                 |
| 27 | 7          | «Без выходных» «Sin Salida»                              | Фернандо Коимбра | Санта Сиерра и Клейтон Трасселл          | 1 сентября 2017 |
| Калийский картель начинает войну с картелем Северной долины. Агенты УБН, при поддержке колумбийских военных, осуществляют попытку задержать Мигеля Родригеса. |            |                                                          |                  |                                          |                 |
| 28 | 8          | «Сосуществовать» «Convivir»                              | Фернандо Коимбра | Энди Блэк                                | 1 сентября 2017 |
| Агент Пенья просит дона Берну помочь с освобождением Кристины Хурадо из плена FARC. Дэвид подозревает Энрике, подчинённого Сальседо, в предательстве. Когда, в результате обыска, в руки УБН попадает зашифрованный бухгалтерский журнал, Мигель Родригес отдаёт приказ убить Паломари. |            |                                                          |                  |                                          |                 |
| 29 | 9          | «Все люди президента» «Todos Los Hombres del Presidente» | Анди Баис        | Джейсон Джордж, Карло Бернард и Даг Миро | 1 сентября 2017 |
| Новая операция по задержанию Мигеля Родригеса. Дэвид узнаёт о работе Сальседо на УБН. |            |                                                          |                  |                                          |                 |
| 30 | 10         | «Возвращение в Кали» «Going Back to Cali»                | Анди Баис        | Карло Бернард и Даг Миро                 | 1 сентября 2017 |
| Чепе и Пачо, устроивший резню в доме Герды Салазар, сдаются властям. Пенья пытается опередить Дэвида в поисках Пальомари. |            |                                                          |                  |                                          |                 |